# Lei dos gases ideais
A lei dos gases ideais é a chamada equação de estado do gás ideal, também chamado de gás perfeito. Empiricamente, em tal lei, observam-se uma série de relações entre a temperatura, a pressão e o volume do gás que dão lugar à lei dos gases ideais, enunciada pela primeira vez por Émile Clapeyron, em 1834, o que confere, em muitos casos, o título equação de Clapeyron para a equação de estado dos gases ideais.

## A equação de estado
O comportamento termodinâmico mais simples é observado nos gases e, por esse motivo, facilmente verifica-se que, para fluidos homogêneos em geral, um estado de equilíbrio termodinâmico é inteiramente caracterizado por qualquer par entre as variáveis P, V e T (respectivamente, pressão, volume e temperatura). Esse princípio implica que a terceira das variáveis é função das outras duas, e, portanto, existe uma relação funcional do tipo  {\textstyle f(P,V,T,n)=0}, que relaciona as três principais propriedades de um gás e que é chamada de equação de estado do fluido.

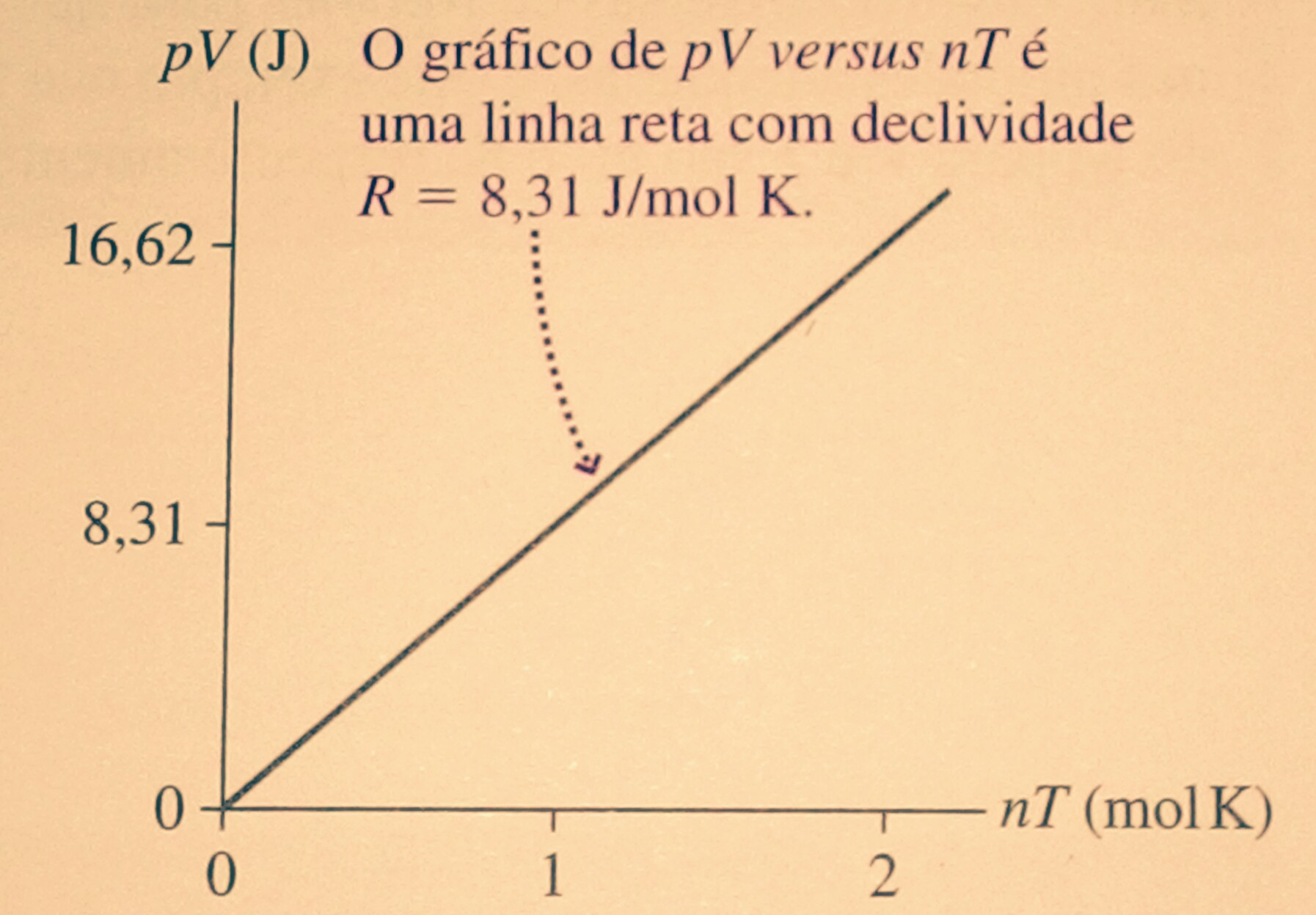
Gráfico de PV versus nT para um gás ideal. A inclinação da reta é dada pela constante universal dos gases ideais.

Há uma quarta grandeza na relação acima, {\textstyle n}, que representa o número de mols do gás. Embora essa grandeza não apresente dependência direta das outras três, a sua relação com elas provou ser de importância para o desenvolvimento da equação, a partir do momento em que se percebeu que o número de mols poderia influenciar nas demais propriedades gasosas envolvidas em um determinado processo. Em outras palavras, os quatro parâmetros apresentados acima são dependentes entre si e, alterando-se o valor de um deles, um ou mais também serão alterados. Isso contribui para uma mudança de estado do sistema.

### Proporcionalidade entre as grandezas
Começaram-se pesquisas a respeito do comportamento dos gases de acordo com a variação das variáveis {\textstyle P}, {\textstyle V}, {\textstyle T} e {\textstyle n}. Tabelas e gráficos elaborados em função dessas quatro grandezas mostram que existe uma proporcionalidade entre elas; mais especificamente, em um gráfico PV versus nT, é verificada uma reta com um valor específico de declividade, {\textstyle R}, o que fornece a seguinte razão:
{\displaystyle R={\cfrac {P\cdot V}{n\cdot T}}\approx 8.3144598\ {\tfrac {J}{K\cdot mol}}},
em que R é a constante universal dos gases reais ou perfeitos e, como a própria nomenclatura sugere, é igual para todos os gases. Essa proporcionalidade entre tais grandezas levou, finalmente, à equação:
{\displaystyle {P\cdot V}=n\cdot R\cdot T},
conhecida como lei dos gases ideais. Ela descreve normalmente a relação entre pressão, volume, temperatura e o número de mols (quantidade) de um determinado gás de comportamento ideal. As unidades das grandezas no Sistema Internacional são:
- {\displaystyle P\!}  é a pressão em pascal;
- {\displaystyle V\!} é o volume em metro cúbico;
- {\displaystyle n\!} é o número de mols da amostra gasosa;
- {\displaystyle R\!}  é a constante universal dos gases perfeitos;
- {\displaystyle T\!}  é a temperatura em kelvin.

### Valores de R em diferentes unidades
| Valores de R                                                                     |
| -------------------------------------------------------------------------------- |
| {\displaystyle 8,3144598\quad {\frac {J}{K\cdot mol}}}                           |
| {\displaystyle 0,08205746\quad {\frac {L\cdot atm}{K\cdot mol}}}                 |
| {\displaystyle 8,2057459\cdot 10^{-5}\quad {\frac {m^{3}\cdot atm}{K\cdot mol}}} |
| {\displaystyle 8,314472\quad {\frac {L\cdot kPa}{K\cdot mol}}}                   |
| {\displaystyle 62,3637\quad {\frac {L\cdot mmHg}{K\cdot mol}}}                   |
| {\displaystyle 62,3637\quad {\frac {L\cdot Torr}{K\cdot mol}}}                   |
| {\displaystyle 83,14472\quad {\frac {L\cdot mbar}{K\cdot mol}}}                  |
| {\displaystyle 1,987\quad {\frac {cal}{K\cdot mol}}}                             |
| {\displaystyle 10,7316\quad {\frac {ft^{3}\cdot psi}{^{o}R\cdot lbmol}}}         |

## Histórico do desenvolvimento das equações

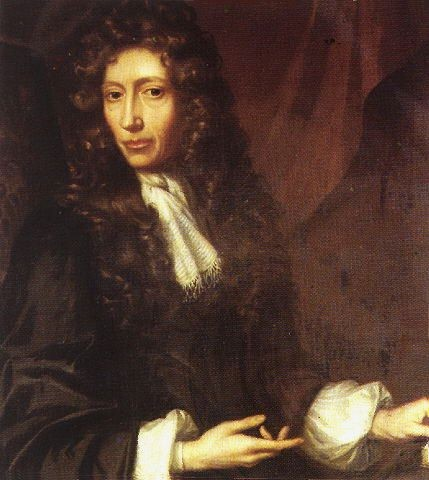
Robert Boyle, um dos desenvolvedores da lei para processos isotérmicos de gases ideais.

Enquanto a divulgação da lei geral foi dada por Clapeyron em 1834, foi o cientista anglo-irlandês Robert Boyle quem, já em 1662, estudou as propriedades dos gases, analisando o efeito da pressão num processo isotérmico, em que a temperatura é constante. Um século e meio depois, os cientistas franceses Jacques Alexandre Cesar Charles e Joseph-Louis Gay-Lussac descobriram novas leis envolvendo os gases, utilizando de balões de ar quente e verificando a influência da temperatura nas demais propriedades do gás, como pressão, volume e densidade. Das análises desses três pesquisadores proveram as equações para a descrição das transformações ou processos gasosos em condições específicas de pressão, volume e temperatura.
Além deles, o italiano Amedeo Avogadro demonstrou a relação entre o volume de um gás e o número de moléculas da amostra, estabelecendo, pois, a realidade dos átomos. A equação também pode ser derivada pelas interações microscópicas entre as partículas a partir da teoria cinética, tal como conseguido (aparentemente de forma independente) por August Krönig em 1856 e por Rudolf Clausius em 1857.

## Funcionalidade
Pelo fato de o gás ideal ser, na verdade, um gás hipotético, formado por partículas pontuais, sem atração ou repulsão entre elas e cujos choques são perfeitamente elásticos (o que, teoricamente, ocorre com conservação do momento linear, angular e da energia cinética do sistema), as condições reais para que se esteja tratando de um gás ideal são conjecturais.
Entretanto, as propriedades de um gás ideal são aproximadamente verificadas por gases reais a circunstâncias bastante específicas. Os que mais se aproximam ao comportamento físico-químico de um gás ideal são os gases monoatômicos em condições de baixa pressão e alta temperatura. Isso ocorre pois, quanto maior é o decréscimo da pressão, mais afastadas as moléculas ficam umas das outras e, consequentemente, as forças de atração e repulsão entre partículas tende a zero e elas passam a ocupar uma parte insignificante do volume total. Tal fato também explica o porquê de moléculas monoatômicas terem comportamento mais próximo do ideal, devido ao volume ocupado por elas no espaço.
Na prática, a lei dos gases ideais trata-se de uma excelente aproximação ao cenário real. Experimentos demonstram que o modelo de gás ideal é adequado para descrever o comportamento dos gases quando duas condições são satisfeitas:
1. A densidade é baixa (isto é, os átomos ocupam um volume muito menor do que o do recipiente);
2. A temperatura deve estar abaixo do ponto de condensação.

## Demonstração pela teoria cinética dos gases

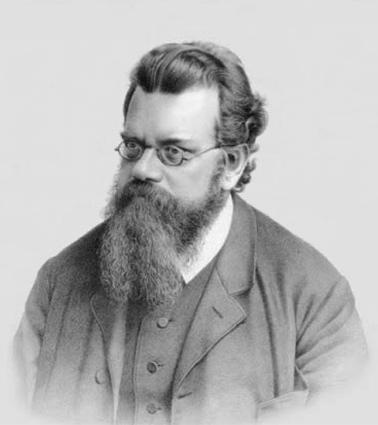
Ludwig Boltzmann, um dos estudiosos da teoria cinética dos gases.

De acordo com a teoria cinética molecular dos gases, desenvolvida por Ludwig Boltzmann e James Maxwel, os gases ideais assumem algumas simplificações a nível molecular a fim de calcular suas propriedades. Partindo desse princípio, assumimos que um gás é formado por átomos (isolados ou unidos em moléculas) que ocupam totalmente o volume do recipiente em questão, aplicam pressão sobre suas paredes e estão confinados a uma determinada temperatura. Essas três principais propriedades dos gases estão diretamente relacionadas com o movimento dos átomos, e, por esse motivo, a teoria cinética molecular é o alicerce dos fundamentos do estudo dos gases. O volume está diretamente relacionado à liberdade que os átomos têm para mover-se dentro de um recipiente; a pressão é proveniente das colisões dos átomos com as paredes do envoltório e a temperatura possui estreito vínculo com a energia cinética das moléculas.
De acordo com os pressupostos dessa teoria, são observáveis diversas características moleculares do gás:
- Todo gás ideal é formado por pequenas partículas, ou moléculas, e o número delas é muito grande;
- Tais moléculas gasosas movem-se a altas velocidades, em linha reta e desordenadamente;
- Um gás ideal exerce uma pressão contínua sobre as paredes do recipiente que o contém, devido aos incessantes choques das moléculas em suas paredes;
- Os choques são perfeitamente elásticos, o que se traduz em conservação de energia cinética e de momento;
- O seu tamanho é insignificante perto do volume do reservatório;
- Não ocorrem reações de atração e repulsão corpuscular entre as partículas;
- A energia cinética média de translação de uma molécula é diretamente proporcional à temperatura absoluta do gás;

A partir da análise da cinética das partículas de um gás, é possível chegar à equação dos gases ideais.

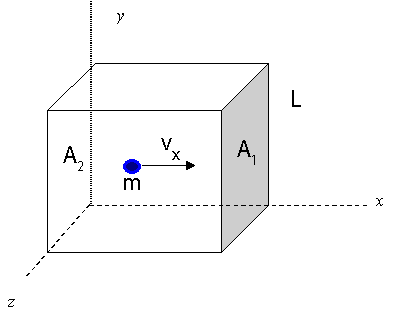
Representação esquemática de uma molécula gasosa, de massa e componente horizontal da velocidade, movimentando-se no espaço tridimensional dentro de um recipiente.

### Dedução[9]
Como o interesse é provar a equação {\textstyle PV=nRT}, em que todas as grandezas são escalares, é conveniente trabalhar com o módulo dos vetores velocidade, deslocamento, força e momento linear no desenvolvimento abaixo.
Considerando uma partícula gasosa viajando no espaço de um recipiente retangular de lado {\textstyle L}, e área de cada parede {\textstyle A}, tem-se que o tempo entre as colisões com uma mesma parede é a distância percorrida até a nova colisão acontecer dividida pela componente horizontal da velocidade: {\displaystyle \,\!\Delta t={\cfrac {2{L}}{v_{x}}}}. Além disso, a frequência de colisões com a parede é dada por {\displaystyle \,\!f=\,\!{\cfrac {1}{\Delta t}}=\,\!{\cfrac {v_{x}}{2{L}}}}.
Pela segunda lei de Newton, a força é a derivada do momento linear em relação ao tempo, {\displaystyle {F}={\cfrac {d{p}}{dt}}=m{a}}. Devido a isso, tem-se que a força média de uma molécula será dada pela equação: {\textstyle {\overline {F}}={\cfrac {\Delta {p}}{\Delta t}}}.
Como a variação do momento linear é:
{\textstyle |\Delta {p}|=|{p_{f}}-{p_{0}}|=|(-m{v_{x}})-(m{v_{x}})|=2m{v_{x}}}
, combinando-se as equações do tempo e da frequência entre colisões e da variação do momento com a equação da força média, tem-se que:
{\displaystyle {\overline {F}}=\Delta {p}\cdot {\cfrac {1}{\Delta t}}={\Delta {p}}\cdot f=2m{v_{x}}\left({\cfrac {v_{x}}{2{L}}}\right)={\cfrac {m{v_{x}^{2}}}{L}}}
A pressão que uma única molécula {\textstyle i} exerce, {\textstyle P_{i}}, é o módulo do vetor força média sobre unidade de área {\textstyle A},na qual há contato. Dessa maneira,{\displaystyle P_{i}={\cfrac {\mid {\overline {F}}\mid }{A}}={\cfrac {\left(\mid {\tfrac {m{v_{x}^{2}}}{L}}\mid \right)}{A}}={\cfrac {m\cdot \mid {v_{x}^{2}}\mid }{\mid {L}\mid }}\cdot {\cfrac {1}{A}}={\cfrac {mv_{x}^{2}}{AL}}}
Como o volume do recipiente é {\textstyle V=AL}, pode-se reescrever a equação da pressão exercida por uma partícula como {\textstyle P_{i}={\cfrac {m{v_{x}^{2}}_{i}}{V}}}, em que {\textstyle v_{x}^{2}={v_{x}^{2}}_{i}}, a componente horizontal da velocidade de uma partícula {\textstyle i} de gás. Expandindo para {\textstyle N} moléculas, obtém-se:
{\displaystyle P_{N}={\frac {m}{V}}({v_{x}^{2}}_{1}+{v_{x}^{2}}_{2}+{v_{x}^{2}}_{3}+\cdot \cdot \cdot +{v_{x}^{2}}_{N-1}+{v_{x}^{2}}_{N})=\sum _{i=1}^{N}\left({\frac {m}{V}}\right){v_{x}^{2}}_{i}}
Para simplificar a equação, é necessário aplicar a raiz do valor quadrático médio (ou root mean square, RMS) nas componentes horizontais das {\textstyle N} partículas do gás. Dessa forma, em vez de analisar a soma das {\textstyle N} partículas do gás, é possível substituir o somatório pela velocidade média de todas as moléculas multiplicada pelo número de moléculas, {\textstyle N\cdot {\overline {v_{x}^{2}}}}.  Daí, obtém-se que:
{\displaystyle \sum _{i=1}^{N}\left({\frac {m}{V}}\right){v_{x}^{2}}_{i}={\frac {m}{V}}\cdot N{\overline {v_{x}^{2}}}={\frac {Nm{\overline {v_{x}^{2}}}}{V}}=P_{N}}
Na equação acima, aplicou-se a média da velocidade {\textstyle {v_{x}^{2}}_{i}} de uma partícula para avaliar a velocidade média {\textstyle (N)\cdot {\overline {v_{x}^{2}}}} de todas as {\textstyle N} partículas do gás. Na prática, entretanto, é sabido que as partículas do gás não se movem apenas em componentes horizontais de velocidade. Como estão no espaço tridimensional, as partículas têm liberdade para movimentar-se em direções arbitrárias. Por isso, não é possível considerar os cálculos para uma partícula de massa {\textstyle m} movendo-se apenas no eixo {\textstyle x}. Dessa maneira, levando em conta as três possíveis componentes da velocidade da partícula, tem-se que: {\textstyle {\overline {v^{2}}}={\overline {v_{x}^{2}}}+{\overline {v_{y}^{2}}}+{\overline {v_{z}^{2}}}}. Pelo fato de haver um grande número de moléculas de gás no recipiente (um dos pressupostos da teoria cinética dos gases), pode-se assumir que há um número aproximadamente igual de moléculas movendo-se em cada uma das direções. Isso resulta em: {\displaystyle {\overline {v_{x}^{2}}}\approx {\overline {v_{y}^{2}}}\approx {\overline {v_{z}^{2}}}}. Combinando as duas últimas equações, tem-se que {\textstyle {\overline {v^{2}}}\approx 3{\overline {v_{x}^{2}}}\Rightarrow {\overline {v_{x}^{2}}}\approx {\frac {\overline {v^{2}}}{3}}}  , e, assim, a equação da pressão exercida por {\textstyle N} moléculas, admitindo {\textstyle P_{N}=P} e {\textstyle v_{x}^{2}={\tfrac {\overline {v^{2}}}{3}}}, torna-se:
{\displaystyle P={\cfrac {Nm{\overline {v^{2}}}}{3V}}}
Entretanto, para simplificar a equação, em vez de trabalhar com a velocidade, é definida a temperatura {\textstyle T} do gás como uma medida do grau de agitação das moléculas. Isso é feito pelo fato de medir a temperatura ser mais fácil do que medir a velocidade das partículas. Aproveitando-se do fato de que a velocidade é relacionada à energia cinética {\textstyle K}, tem-se que a energia cinética é proporcional à temperatura:
{\displaystyle K\propto T}
{\displaystyle K={\cfrac {mv^{2}}{2}}\Rightarrow {\cfrac {mv^{2}}{2}}\propto T}
Para relacionar a equação da pressão adquirida com as relações acima, tem-se que:
{\displaystyle K={\cfrac {mv^{2}}{2}}\Rightarrow mv^{2}=2K\Rightarrow {\cfrac {mv^{2}}{3}}={\cfrac {2K}{3}}}
Como a temperatura é proporcional à energia cinética, é possível escrever que:
{\textstyle {\cfrac {mv^{2}}{3}}={\cfrac {2K}{3}}=kT}, sendo {\textstyle k} uma constante com unidade {\textstyle {\tfrac {J}{K}}} (joule por kelvin).
Finalmente, substituindo na equação {\textstyle P={\cfrac {Nm{\overline {v^{2}}}}{3V}}}, obtém-se:
{\displaystyle P={\cfrac {N}{V}}\cdot {\cfrac {2K}{3}}={\cfrac {N}{V}}\cdot kT={\cfrac {NkT}{V}}}
Pelo fato de uma molécula ser muito pequena, não é conveniente trabalhar com o número de moléculas {\textstyle N}. Portanto, dividimos o número de moléculas pelo número de Avogrado, {\textstyle N_{a}}, para obter o número de mols, {\textstyle n}, do gás em questão.
{\displaystyle n={\cfrac {N}{N_{a}}}}
Isso é feito apenas para aplicar a equação da pressão em um contexto macroscópico, que não dependa do elevado número {\textstyle N} de moléculas. Como dividimos {\textstyle N} por {\textstyle N_{a}}, é necessário que a constante {\textstyle k} seja multiplicada pelo número de Avogrado, criando uma segunda constante, que verifica-se ser a constante {\textstyle R}. Assim, tem-se que:
{\displaystyle R=k\cdot N_{a}\Rightarrow k={\cfrac {R}{N_{a}}}}. Substituindo os termos na equação principal, ter-se-á:
{\displaystyle P={\cfrac {N\cdot k\cdot T}{V}}\Rightarrow P={\cfrac {\left(n\cdot N_{a}\right)\cdot \left({\tfrac {R}{N_{a}}}\right)\cdot T}{V}}\Rightarrow P={\cfrac {n\cdot R\cdot T}{V}}}
De fato, se isolarmos a constante {\textstyle R}, obteremos sempre a mesma razão. A essa constante foi dada o nome de constante universal dos gases perfeitos. À constante {\textstyle k}, por vezes denotada por {\textstyle k_{b}}, o quociente da constante universal dos gases pelo número de Avogrado, foi dado o nome constante de Boltzmann, que foi um dos pesquisadores que participaram da determinação das equações acima. Ao isolar cada uma das constantes na equação, obtemos sempre os mesmos valores para {\textstyle k_{b}} e{\textstyle R}, sendo, na equação acima, {\textstyle k=k_{b}}:{\displaystyle k_{b}={\cfrac {P\cdot V}{N\cdot T}}\approx 1,38064852\cdot 10^{-23}\ {\tfrac {J}{K}}}
{\displaystyle R={\cfrac {P\cdot V}{n\cdot T}}\approx 8,3144598\ {\tfrac {J}{mol\cdot K}}}
Nas duas relações acima,
- {\textstyle P} é a pressão, com unidade no Sistema Internacional {\textstyle Pa\equiv {\tfrac {N}{m^{2}}}}.
- {\textstyle V} é o volume, com unidade no Sistema Internacional {\textstyle m^{3}}.
- {\textstyle T} é a temperatura, com unidade no Sistema Interacional {\textstyle K}.
- {\textstyle N} é o número de moléculas, adimensional.
- {\textstyle n} é o número de mols do gás, com unidade no Sistema Internacional {\textstyle mol}.
- {\textstyle k_{b}} é a constante de Boltzmann, com unidade no Sistema Internacional {\textstyle {\tfrac {J}{K}}}.
- {\textstyle R} é a constante universal dos gases perfeitos, com unidade no Sistema Internacional {\textstyle {\tfrac {J}{mol\cdot K}}}.

Finalizando a dedução da lei dos gases ideais, tem-se que, na equação {\textstyle P={\cfrac {Nk_{b}T}{V}}={\cfrac {nRT}{V}}}, isolando o produto {\textstyle PV}, pode-se obter a seguinte equação:{\displaystyle P\cdot V=N\cdot k_{b}\cdot T}
Essa é uma versão alternativa da lei dos gases ideais que utiliza a constante de Boltzmann e o número de moléculas da amostra no lugar da constante universal dos gases e o número de mols do gás. Mas, igualmente possível, ao isolar o produto da pressão com o volume, obtém-se, finalmente, a equação da lei dos gases perfeitos:
{\displaystyle P\cdot V=n\cdot R\cdot T}
A constante de Boltzmann, {\textstyle k_{b}}, pode ser considerada como a "constante dos gases por molécula", ao passo que {\textstyle R} é a "constante dos gases por mol".

## A equação de estado para gases reais
Um gás real é a denominação dada a qualquer gás existente na natureza, com a exceção de gases presentes em condições específicas de pressão baixa e temperaturas elevadas, nas quais o gás apresenta comportamentos ideais. Para os gases reais, a equação {\textstyle PV=nRT} não é válida. Esses gases não podem ser modelados ou explicados pelas relações encontradas na equação para os gases ideais, pelo fato de seu desenvolvimento ter sido feito levando em consideração os pressupostos da teoria cinética dos gases aplicadas aos gases perfeitos.

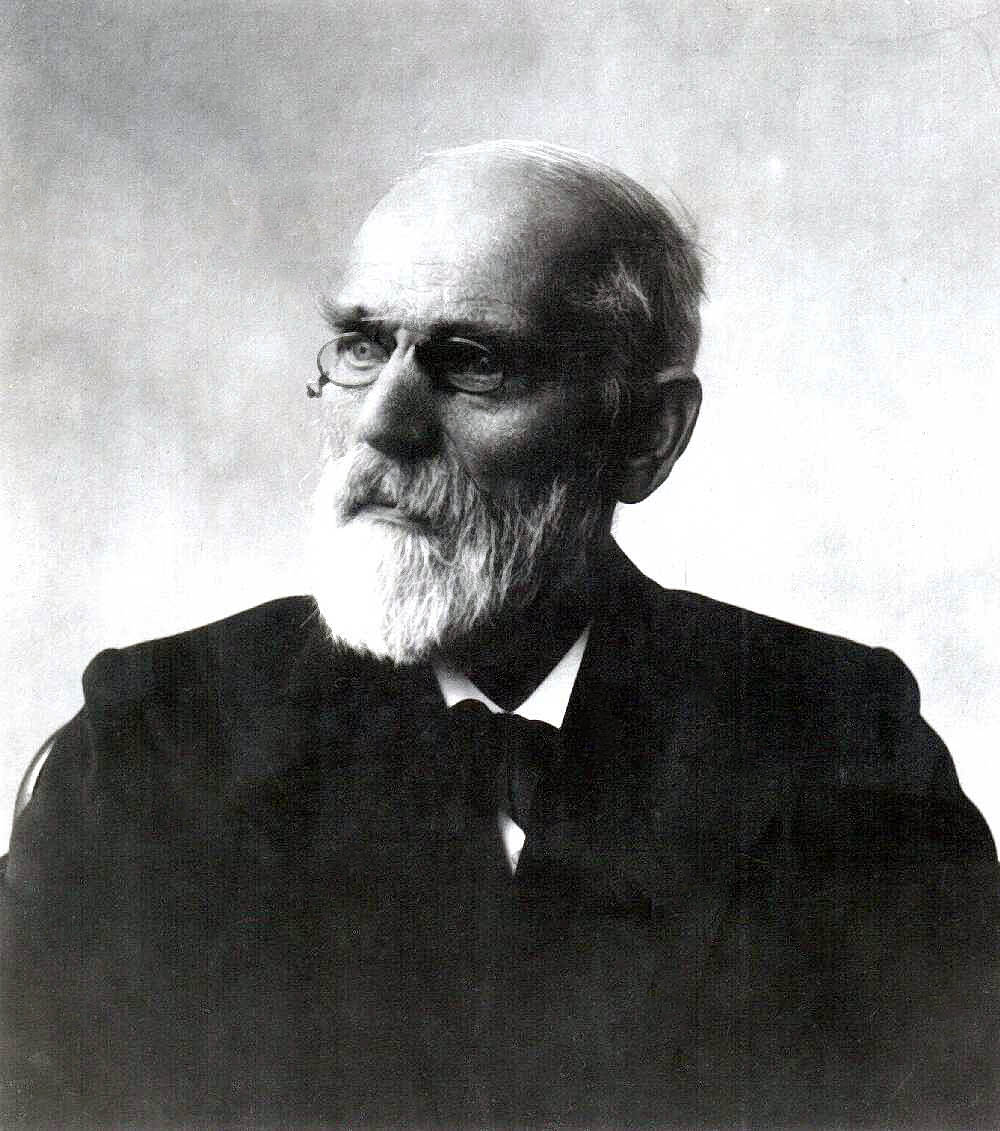
Johannes Diderik van der Waals, o desenvolvedor da equação de estado dos gases reais.

O físico neerlandês Johannes Diderik van der Waals, tomando em conta as forças intermoleculares e volumes intermoleculares finitos, aspectos desprezados no cálculo das propriedades dos gases ideais, obteve a seguinte equação para gases reais, também chamada de equação de Van der Waals:
{\displaystyle \left(P+{\frac {a\cdot n^{2}}{V^{2}}}\right)\cdot (V-nb)=n\cdot R\cdot T\,\!}
, onde:
- {\displaystyle P\!}  é a pressão do gás ideal;
- {\displaystyle V\!} é o volume do gás ideal;
- {\displaystyle n\!} é o número de mols de gás;
- {\displaystyle R\!}  é a constante universal dos gases perfeitos;
- {\displaystyle T\!}  é a temperatura do gás;
- {\displaystyle a\!} e {\displaystyle b\!}  são constantes determinadas pela natureza do gás com o fim de que haja a maior congruência possível entre a equação dos gases reais e o comportamento observado experimentalmente.

### Aplicação a processos isotérmicos
Uma das mais evidentes aplicações da equação é o cálculo do trabalho {\textstyle W} realizado pelo gás real ao se expandir ou comprimir de um volume inicial {\textstyle V_{i}} a um volume final {\textstyle V_{f}}. Um dos preceitos da termodinâmica diz que:
{\displaystyle W=\int \limits _{V_{i}}^{V_{f}}P(V)dV}
Num processo isotérmico, a temperatura é constante. Logo, pode-se reescrever a equação de Van der Waals para o processo isotérmico como:{\displaystyle \left(P+{\frac {k_{1}}{V^{2}}}\right)\cdot (V-k_{2})=k_{3}}
, em que {\textstyle k_{1}=an^{2}}, {\textstyle k_{2}=nb} e {\textstyle k_{3}=nRT} são constantes. Isolando {\textstyle P} nessa equação, tem-se:{\displaystyle PV-Pk_{2}+{\frac {k_{1}}{V}}-{\frac {k_{1}k_{2}}{V^{2}}}=k_{3}\Rightarrow P={\frac {k_{3}}{V-k_{2}}}+{\frac {k_{1}k_{2}}{V^{2}(V-k_{2})}}-{\frac {k_{1}}{V(V-k_{2})}}=P(V)}
Assim, tem-se que:{\displaystyle W=\int \limits _{V_{i}}^{V_{f}}\left[{\frac {k_{3}}{V-k_{2}}}+{\frac {k_{1}k_{2}}{V^{2}(V-k_{2})}}-{\frac {k_{1}}{V(V-k_{2})}}\right]dV=k_{3}\int \limits _{V_{i}}^{V_{f}}{\frac {dV}{V-k_{2}}}\ +\ k_{1}k_{2}\int \limits _{V_{i}}^{V_{f}}{\frac {dV}{V^{3}-V^{2}k_{2}}}\ -\ k_{1}\int \limits _{V_{i}}^{V_{f}}{\frac {dV}{V^{2}-Vk_{2}}}=k_{3}(I_{1})+k_{1}k_{2}(I_{2})-k_{1}(I_{3})}
Nesse caso, tem-se três integrais definidas que podem ser calculadas por substituição e por frações parciais.
{\displaystyle I_{1}=\int \limits _{V_{i}}^{V_{f}}{\frac {dV}{V-k_{2}}}=\ln {\left({\frac {V_{f}-k_{2}}{V_{i}-k_{2}}}\right)}}
{\displaystyle I_{2}=\int \limits _{V_{i}}^{V_{f}}{\frac {dV}{V^{3}-V^{2}k_{2}}}=-{\frac {1}{k_{2}^{2}}}\ln {\left({\frac {V_{f}}{V_{i}}}\right)}+{\frac {1}{k_{2}}}\left({\frac {1}{V_{f}}}-{\frac {1}{V_{i}}}\right)+{\frac {1}{k_{2}^{2}}}\ln {\left({\frac {V_{f}-k_{2}}{V_{i}-k_{2}}}\right)}}
{\displaystyle I_{3}=\int \limits _{V_{i}}^{V_{f}}{\frac {dV}{V^{2}-Vk_{2}}}=-{\frac {1}{k_{2}}}\ln {\left({\frac {V_{f}}{V_{i}}}\right)}+{\frac {1}{k_{2}}}\ln {\left({\frac {V_{f}-k_{2}}{V_{i}-k_{2}}}\right)}}
A partir disso, pode-se concluir que:
{\displaystyle {\begin{aligned}W&{}=k_{3}\left[\ln {\left({\frac {V_{f}-k_{2}}{V_{i}-k_{2}}}\right)}\right]+k_{1}k_{2}\left[-{\frac {1}{k_{2}^{2}}}\ln {\left({\frac {V_{f}}{V_{i}}}\right)}+{\frac {1}{k_{2}}}\left({\frac {1}{V_{f}}}-{\frac {1}{V_{i}}}\right)+{\frac {1}{k_{2}^{2}}}\ln {\left({\frac {V_{f}-k_{2}}{V_{i}-k_{2}}}\right)}\right]-k_{1}\left[-{\frac {1}{k_{2}}}\ln {\left({\frac {V_{f}}{V_{i}}}\right)}+{\frac {1}{k_{2}}}\ln {\left({\frac {V_{f}-k_{2}}{V_{i}-k_{2}}}\right)}\right]\\&{}=k_{3}\ln {\left({\frac {V_{f}-k_{2}}{V_{i}-k_{2}}}\right)}+k_{1}\left({\frac {1}{V_{f}}}-{\frac {1}{V_{i}}}\right)\\\end{aligned}}}
Esse desenvolvimento informa que a partir da equação de Van der Waals pode-se calcular o trabalho realizado pelo gás real numa expansão ou compressão isotérmica. Como {\textstyle k_{1}}, {\textstyle k_{2}} e {\textstyle k_{3}} são constantes que dependem apenas de {\textstyle n}, {\textstyle R} e {\textstyle T}, que são conhecidos, além de {\textstyle a} e {\textstyle b}, que são valores tabelados para cada gás na natureza, o valor do trabalho realizado isotermicamente por um gás real dependerá apenas dos valores já conhecidos e dos valores do volume inicial e final.
Nota-se que:
- {\textstyle V_{f}>V_{i}\Rightarrow W>0}. Nesse caso, há uma expansão isotérmica e o trabalho é positivo;
- {\textstyle V_{f}<V_{i}\Rightarrow W<0}. Nesse caso, há uma compressão isotérmica e o trabalho é negativo.
- {\textstyle V_{f}=V_{i}\Rightarrow W=0}. Nesse caso, não há expansão ou compressão efetiva do gás, e o trabalho é nulo. Essa constatação é óbvia, visto que, da definição mais primitiva de trabalho, {\textstyle W=\int \limits _{V_{i}}^{V_{f}}P(V)dV}, e, caso os limites de integração sejam iguais, a integral é nula.

Para um gás ideal, certamente, o cálculo é mais simples. Num processo isotérmico, ter-se-á a seguinte importante relação:
{\displaystyle W=\int \limits _{V_{i}}^{V_{f}}P(V)dV=\int \limits _{V_{i}}^{V_{f}}{\frac {nRT}{V}}dV=nRT\int \limits _{V_{i}}^{V_{f}}{\frac {dV}{V}}=nRT\ln {\left({\frac {V_{f}}{V_{i}}}\right)}}

## Equação geral dos gases ideais
Se a constante {\textstyle R} é isolada na equação dos gases ideais, tem-se uma relação de proporcionalidade entre as grandezas de estado da massa gasosa, que é sempre a mesma. Com isso, pode-se analisar o comportamento do gás em processos e transformações gasosas, considerando que, para cada etapa de uma transformação gasosa, a constante {\textstyle R} é a mesma e, assim, torna-se possível analisar as demais propriedades do gás.
Isolando a constante universal, tem-se:
{\displaystyle R={\frac {P\cdot V}{n\cdot T}}}
O resultado numérico dessa equação é sempre o mesmo (aproximadamente 8,314, o valor da constante universal dos gases ideais) e, devido a isso, a qualquer situação de um processo gasoso as grandezas {\textstyle P}, {\textstyle V}, {\textstyle T} e {\textstyle n} serão proporcionais entre si. Isso implica que em uma determinada etapa de um processo gasoso, ter-se-á a seguinte relação:
{\displaystyle {\frac {P_{1}\cdot V_{1}}{n_{1}\cdot T_{1}}}={\frac {P_{2}\cdot V_{2}}{n_{2}\cdot T_{2}}}}
A equação acima é também chamada de lei dos gases ideais combinada, e é uma consequência direta da lei dos gases ideais, e não uma nova lei. Com isso, é possível verificar qualquer valor de uma dessas quatro grandezas a partir do conhecimento das demais.

## Processos gasosos particulares
Ao aplicar a equação geral dos gases ideais, nem sempre tem-se conhecimento ou informações a respeito de todas as grandezas físicas do gás. Entretanto, ao estudar casos em que algumas das grandezas são constantes, foram observados quatro situações particulares em que são verificáveis relações de proporção entre duas das grandezas do gás. São processos realizados de forma que um par das quatro variáveis ({\textstyle P}, {\textstyle V}, {\textstyle T} e {\textstyle n}) é mantido constante, de forma que duas fiquem dependentes entre si, numa proporção sempre verificável para determinado gás.
Foram expostos quatro particularidades do gás específicas, que seguem abaixo.

### Processo isotérmico — Lei de Boyle-Mariotte

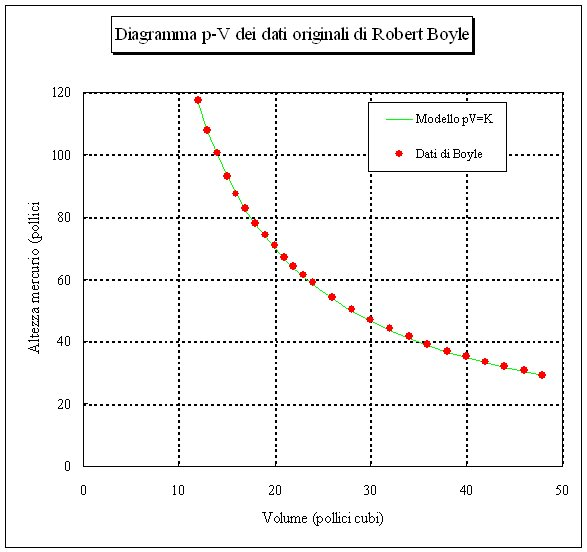
Exemplo de um gráfico, em que a curva é hiperbólica.

Em 1662, o físico inglês Robert Boyle publicou a lei que, posteriormente, receberia seu nome. Ele realizou um experimento em tubos manométricos em U ou em J, analisando colunas de mercúrio em contato com o ar, e verificou que, em um processo isotérmico, a grandeza {\textstyle T} é constante ({\textstyle T_{i}=T_{f}}). Além disso, foi considerado que o gás não varia sua quantidade de matéria, {\textstyle n}. Isso significa que, se um gás vai de um estado inicial para um estado final, o processo não irá modificar a quantidade de matéria existente ou sua temperatura. Anos depois, em 1676, o cientista francês Edme Mariotte realizou o mesmo experimento de Boyle, publicando seus resultados na França.

Dessa forma, a partir da equação geral dos gases ideais, ter-se-á apenas a pressão e o volume do gás operando, o que implica na lei de Boyle-Mariotte, também conhecida por, simplesmente, lei de Boyle:
A temperatura constante, o volume de uma dada quantidade de gás varia inversamente com a pressão.
Em outras palavras, nesse processo, o volume do gás é inversamente proporcional à sua pressão, e a relação entre {\textstyle P} e {\textstyle V} é constante em todas as etapas do processo. Dessa maneira, tem-se a relação:
{\textstyle P\cdot V=cte}
Isso implica que, ao isolar {\displaystyle P} ou {\displaystyle V}, obtém-se uma função do tipo {\textstyle f(x)={\cfrac {(cte)}{x}}}, que fornece um gráfico PV com uma hipérbole, nos quais as assíntotas são os eixos coordenados {\displaystyle P} e {\displaystyle V}. A curva corresponde a uma isoterma. Quanto mais externa à origem a curva for, maior será a temperatura do processo em questão.

Aplicando isso na equação geral dos gases ideais, tem-se que:
{\displaystyle P_{1}\cdot V_{1}=P_{2}\cdot V_{2}}
, em que {\textstyle T} e {\textstyle n} são constantes.
Tem-se que, para um processo isotérmico, o trabalho realizado por um gás sempre será {\displaystyle W=nRT\ln \left({\tfrac {V_{2}}{V_{1}}}\right)}, que corresponde à área abaixo do gráfico hiperbólico de um volume inicial a um volume final.

### Processo isobárico — Lei de Charles
Em 1787, o físico francês Jacques Alexandre Cesar Charles, analisando o coeficiente de dilatação volumétrico dos gases ({\textstyle \beta }), verificou que, em um processo isobárico, a grandeza {\textstyle P} é constante ({\textstyle P_{i}=P_{f}}). Além disso, para a lei de Charles, o gás não muda sua quantidade de mols, {\textstyle n}. Nesse processo, o gás que vai de um estado inicial para um estado final não tem modificado seu número de mols ou sua pressão absoluta, e as únicas grandezas que mudam são o volume e a temperatura. A relação foi observada por Jacques Charles em 1787 e verificada experimentalmente com maior precisão em 1802, por Gay-Lussac.

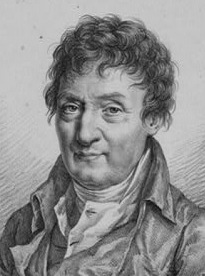
Jacques Charles, o desenvolvedor da lei que rege o comportamento do gás numa transformação isobárica.

A partir da equação geral dos gases ideais, apenas o volume e a temperatura do gás estarão presentes, numa relação diretamente proporcional, como diz a lei de Charles:
A pressão constante, o volume de um gás é diretamente proporcional à temperatura absoluta.
Ou seja, nesse caso, ter-se-á a relação:
{\textstyle {\cfrac {V}{T}}=cte}
Isolando {\textstyle T} ou {\textstyle V} na equação acima, obtém-se uma função do tipo {\textstyle f(x)=(cte)\cdot x}, que fornece uma reta, o que fisicamente faz sentido, pelo fato de as grandezas serem diretamente proporcionais entre si.

Aplicando essa relação na equação geral, tem-se:
{\displaystyle {\cfrac {V_{1}}{T_{1}}}={\cfrac {V_{2}}{T_{2}}}}
, em que {\textstyle P} e {\textstyle n} são constantes.
Um processo isobárico é representado, em um diagrama PV, por uma linha horizontal entre um volume {\textstyle V_{1}} e um volume {\textstyle V_{2}}. Isso implica que o trabalho realizado pelo gás num processo isobárico será simplesmente {\displaystyle W=P\Delta V}. Se o gás é expandido, sua temperatura aumenta e, se é comprimido, sua temperatura diminui, na mesma proporção.

### Processo isocórico — Lei de Gay-Lussac
Em 1802, Louis Joseph Gay-Lussac publica os resultados de suas experiências, baseadas nas que Jacques Charles fez em 1787. Considera-se, assim, o processo isobárico para a lei de Charles, e o isocórico para a lei de Gay-Lussac. Num processo isocórico, também chamado de isovolumétrico, a grandeza {\displaystyle V} é constante ({\textstyle V_{i}=V_{f}}), e, além disso, é considerado que {\textstyle n} é constante. O gás que vai de um estado inicial para um estado final mantém seu volume e sua quantidade de matéria, alterando apenas sua pressão e temperatura.
De acordo com a lei de Gay-Lussac:
A volume constante, a pressão de um gás é diretamente proporcional à temperatura absoluta.

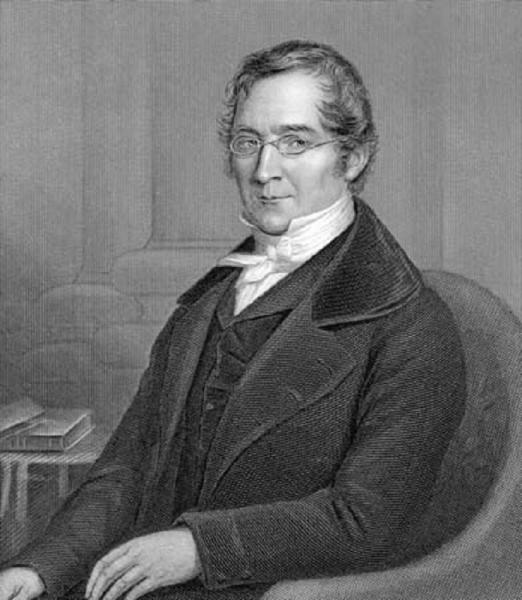
Joseph Gay-Lussac, desenvolvedor da relação das propriedades do gás em um processo a volume constante.

No processo isocórico, é observável a seguinte relação:
{\textstyle {\cfrac {P}{T}}=cte}
Assim como na lei de Charles, ao isolar uma das variáveis da relação acima, obtém-se uma função do tipo {\textstyle f(x)=(cte)\cdot x}, que fornece uma reta.

Finalmente, ao aplicar a relação de constância entre o quociente da pressão e do volume de um gás na equação geral dos gases, verifica-se o seguinte:
{\displaystyle {\cfrac {P_{1}}{T_{1}}}={\cfrac {P_{2}}{T_{2}}}}
, em que {\textstyle n} e {\textstyle V} são constantes.
Num processo isocórico, o gás não realiza trabalho, pois {\textstyle W=\int \limits _{V_{i}}^{V_{f}}P(V)dV}. Não existindo variação de volume, tem-se {\textstyle V_{i}=V_{f}}, que anula a integral. O processo isocórico é representado, em um diagrama PV, por uma linha vertical que vai de {\textstyle P_{1}} a {\textstyle P_{2}}. Se o gás é aquecido, sua temperatura final é maior, então {\textstyle P_{2}>P_{1}}. O inverso acontece se ele é resfriado.

### Processo isobárico e isotérmico — Lei de Avogadro
Amedeo Avogadro, em 1811, complementou as de Boyle-Mariotte, Charles e Gay-Lussac. Ela assegura que, num processo a pressão e temperatura constante (isobárico e isotérmico), o volume de qualquer gás é proporcional ao número de mols presente, de tal modo que:
{\displaystyle {\cfrac {V_{1}}{n_{1}}}={\cfrac {V_{2}}{n_{2}}}}

, em que {\textstyle P} e {\textstyle T} são constantes. Esta equação é válida incluindo para gases ideais distintos. A lei, também chamada de princípio de Avogadro, diz que:
Nas mesmas condições de temperatura e pressão, um determinado número de moléculas de gás ocupa o mesmo volume, independentemente de sua identidade química.
Uma forma alternativa de enunciar esta lei é:
O volume que ocupa um mol de qualquer gás ideal a uma temperatura e pressão dadas é sempre a mesma.
Essa relação traz uma importante informação a respeito do volume de um gás ideal, pois, a partir disso, um mol de qualquer gás ideal a uma temperatura de 0 °C (aproximadamente 273,15 K) e uma pressão de 1 013,25 hPa ocupa um volume de aproximadamente 22,413 litros. Essas restrições de pressão, volume, temperatura e número de mols formam as CNTP (condições normais de temperatura e pressão).

## Exemplos de aplicações reais

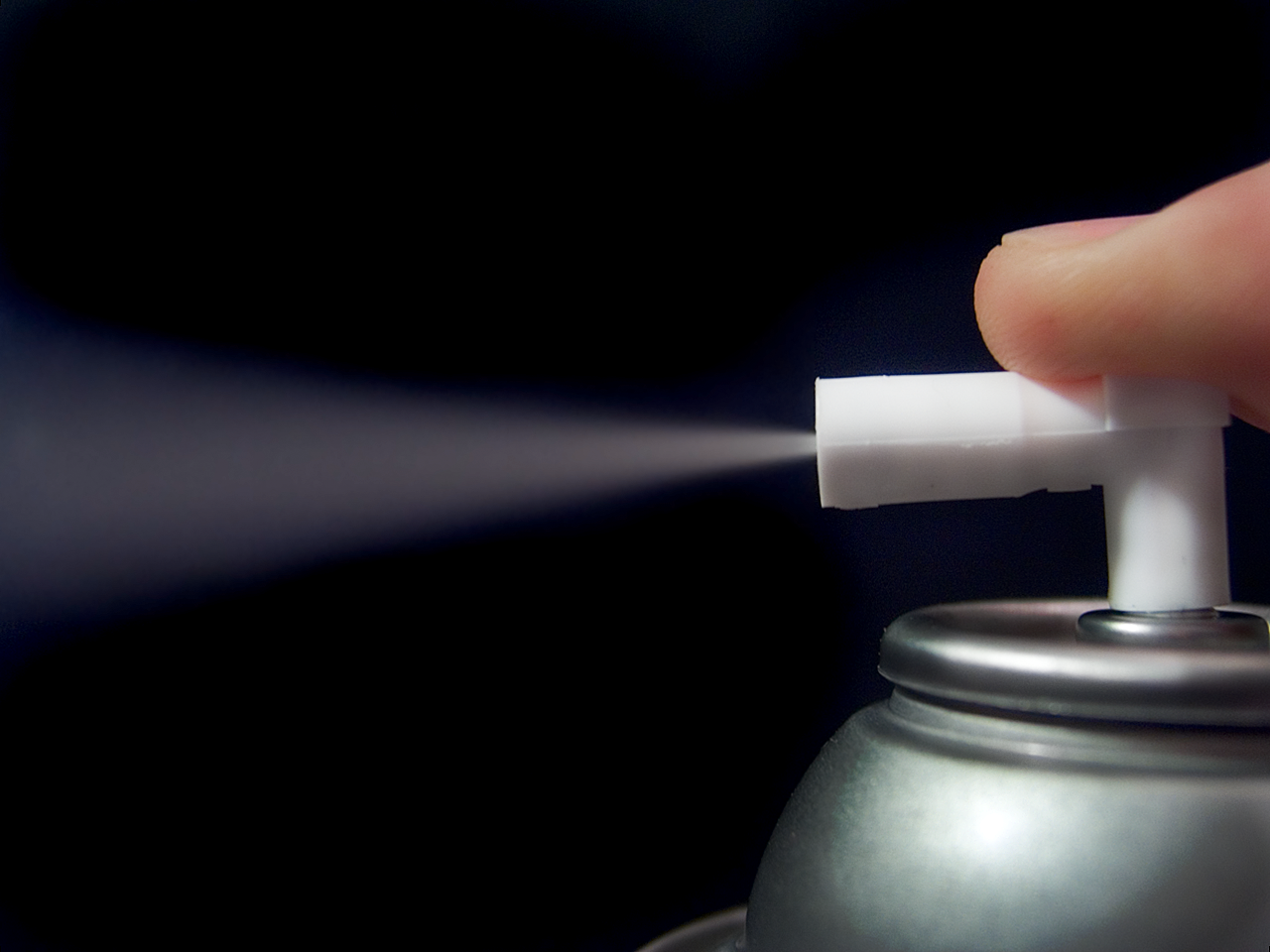
Spray acionado

A Lei dos gases possui muitas aplicações no mundo prático, principalmente no meio industrial. Seus fundamentos bastante simples são utilizados na produção de diversos produtos do dia a dia como o spray aerossol, por exemplo. Uma demonstração da Lei pode ser feita ao descrevermos o funcionamento deste modelo de dispositivo:
O corpo do spray é composto basicamente por um reservatório de metal e por uma válvula que se conecta ao fluido (geralmente o produto e um gás propelente) através de um tubo. Quando acionamos a válvula o líquido que estava pressurizado dentro da embalagem acaba entrando em contato com as condições do ambiente uma vez que a pressão atmosférica é diferente da encontrada no meio. A pressão interna do gás, inicialmente alta, sofre uma diminuição. Isso gera um processo de expansão do volume e o conteúdo do frasco é pulverizado através do tubo conector. Além disso, pode-se perceber a baixa temperatura da lata uma vez que o propelente muda do estado líquido para o gasoso ao ser expelido.
Um exemplo menos usual do comportamento de gases é o que aconteceu com um vagão-tanque durante seu processo de higienização. Equipes de faxina usaram vapor quente, um gás composto por moléculas d’água, para limpar o interior desse vagão. Ao final do expediente a equipe fechou as válvulas do vagão ainda com vapor no seu interior. Neste momento as pressões atmosférica e interna eram iguais, mas durante a noite o vagão esfriou. Com este resfriamento o vapor acabou tendo sua temperatura e seu número N de moléculas diminuídas. Agora observe a seguinte equação:
{\displaystyle PV=Nk_{b}T}.
O lado direito da igualdade foi diminuído e como o volume se manteve constante, a pressão interna (lado esquerdo da equação) também sofreu uma redução. Num dado momento ela ficou tão pequena que a pressão atmosférica foi suficiente para esmagar as paredes de aço do tanque.

## Demonstração pelas leis de processos particulares[17]
Pela lei de Boyle, tem-se que o produto da pressão de um gás pelo seu volume é constante:
{\displaystyle PV=cte}
Combinando a lei de Charles, que diz que {\textstyle {\tfrac {V}{T}}=cte}, e a lei de Gay-Lussac, em que {\textstyle {\tfrac {P}{V}}=cte}, obtém-se:
{\textstyle PV=CT}, onde {\textstyle C} é uma constante de valor positivo. Hipoteticamente, ao considerar dois recipientes de mesmo volume preenchidos por um mesmo gás a uma mesma temperatura, teremos pressão, volume, temperatura e quantidade de moléculas nos dois recipientes iguais. Porém, considerando os dois recipientes como um único sistema, ter-se-á dobrado o volume e dobrado a quantidade de gás, mas a pressão e a temperatura permanecerão as mesmas. Dessa maneira, a quantidade {\textstyle {\tfrac {PV}{T}}=C}, duplicada, faz dobrar a quantidade de gás. Portanto, é possível escrever {\textstyle C} como:
{\displaystyle C=Nk}
, em que {\textstyle N} é o número de moléculas do gás e {\textstyle k} é chamada de constante de Boltzmann. Tomando como notação {\textstyle k=k_{b}}, tem-se que:
{\displaystyle PV=Nk_{b}T}.
Daí, segue-se o mesmo raciocínio apresentado anteriormente, na dedução pela teoria cinética dos gases, em que {\textstyle N=n\cdot N_{a}} e {\displaystyle k_{b}={\tfrac {R}{N_{a}}}} para chegar à equação:
{\displaystyle PV=nRT}
- Wikilivros